# تايت في إن سي
في الحوسبة، TightVNC تايت في إن سي هو برنامج للتحكم بسطح المكتب عن بعد عبر أنظمة التشغيل المتعدد، حر ومفتوح المصدر. قام كونستانتين كابلينسكي بتطوير TightVNC ،  باستخدام وامتداد لبروتوكول RFB لحوسبة الشبكة الافتراضية (VNC) للسماح للمستخدمين النهائيين end-users بالتحكم في شاشة كمبيوتر آخر عن بُعد.

## التشفير والترميز
يستخدم TightVNC ما يسمى «ترميز محكم» للمناطق، مما يحسن الأداء عبر اتصال النطاق الترددي المنخفض. وهو بشكل فعال مزيج من آليات ضغط JPEG وzlib. من الممكن مشاهدة مقاطع الفيديو وتشغيل ألعاب DirectX من خلال TightVNC عبر اتصال واسع النطاق، وإن كان بمعدل إطارات منخفض.  

يتضمن TightVNC العديد من الميزات المشتركة الأخرى لمشتقات VNC ، مثل القدرة على نقل الملفات.

## التوافق
TightVNC متوافق تمامًا مع تطبيقات العميل والخادم الأخرى لـ VNC ؛ ومع ذلك، لا يتم دعم الترميز المحكم من قبل معظم التطبيقات الأخرى، لذلك من الضروري استخدام TightVNC في كلا الطرفين للحصول على الاستفادة الكاملة من تحسيناته.

## البرامج المشتقة

### RemoteVNC
RemoteVNC هو شوكة لمشروع TightVNC ويضيف اجتياز NAT وجدران الحماية تلقائيًا باستخدام Jingle .

### TightVNC الطبعة المحمولة
أنتج المطورون أيضًا نسخة محمولة من البرنامج،  متوفرة على شكل تنزيلات U3 ومستقلة.

### TurboVNC
TurboVNC مبني على 1.3.x TightVNC، xf4vnc، وتتضمن العديد من التحسينات في الأداء والمزايا التي تستهدف 3D وأعباء عمل الفيديو.

### TigerVNC
TigerVNC هو خادم VNC وبرنامج عميل، بدأ كشوكة لـ TightVNC في عام 2009، بعد ثلاث سنوات من عدم النشاط في صندوق TightVNC. ويأخذ بعض التعليمات البرمجية من TurboVNC.

## روابط خارجية
- تايت في إن سي على موقع Open Hub (الإنجليزية)
- تايت في إن سي على موقع SourceForge (الإنجليزية)
- الموقع الرسمي
- TightVNC على موقع سورس فورج
- TigerVNC fork announcement، 27 فبراير 2009، مؤرشف من الأصل في 2012-11-08